# Thristan Mendoza
Thristan Mendoza (Quezon City, Filipinas, 1989) es un filipino autista savant y prodigio de la marimba.
Thristan, llamado además "Tum-Tum", se matriculó en el Centro Filipino Montessori y fue diagnosticado como autista a la edad de dos años y medio, ese mismo año comenzó a tocar la marimba.
En el año 1997, la Universidad de Filipinas, lo presentó como un niño prodigio dotado.
Él es ahora un estudiante universitario con especialización en percusión.
Tiene tres hermanos (Rainier, Angela Victoria, Victorina Francesca).